# Benson & Hedges

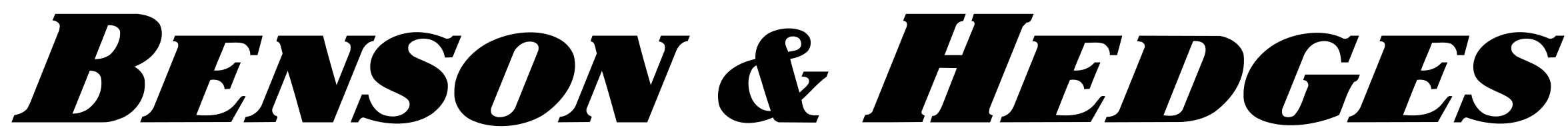
Benson & Hedges

Benson & Hedges è un marchio di sigarette inglesi della Gallaher Group, prodotte a Lisnafillan, Ballymena, in Irlanda del Nord per il mercato britannico e irlandese, e dalla British American Tobacco a Weybridge, in Inghilterra. In Italia, il brand viene distribuito da JTI - Japan Tobacco International Italia con un portafoglio che comprende le versioni blue (anche trinciato), red, yellow, gold e white

## Storia
La Benson & Hedges fu fondata nel 1873 da Richard Benson e William Hedges come Benson & Hedges Ltd. Coi primi anni del Novecento la Benson & Hedges aprì degli stabilimenti negli Stati Uniti ed in Canada, e così si aprì il mercato statunitense di questo marchio. Nel 1928 la sede statunitense diventò indipendente, e nel 1958 fu comprata dalla Philip Morris, che nel 1960 comprò anche la sede canadese. Nel Regno Unito invece la Benson & Hedges fu acquistata dalla Gallaher Limited (ora Gallaher Group) nel 1955.
Benson & Hedges fu lo sponsor della scuderia di Formula 1 Jordan Grand Prix dal 1996 sino al 2005.

## Mercati

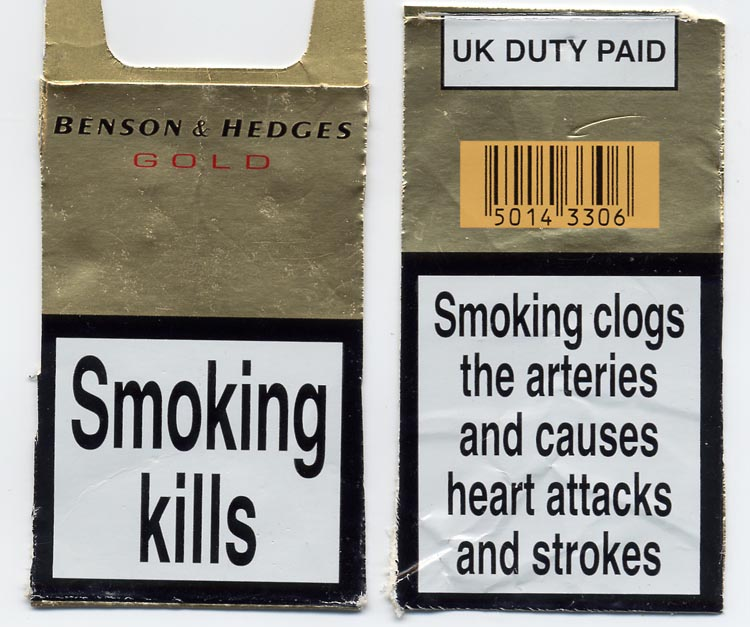
Pacchetto di Benson & Hedges

Negli anni trenta, al fine di gestire meglio il commercio internazionale del marchio, Abraham Wix fondò la Benson & Hedges (Overseas) Ltd. L'azienda fu poi acquisita nel 1956 dalla British American Tobacco che ancora oggi controlla la produzione e la commercializzazione delle Benson & Hedges in Asia e nella zona del Pacifico, inclusi paesi come l'Australia e la Nuova Zelanda ma con l'esclusione di Taiwan e Filippine, dove il marchio è gestito dalla Japan Tobacco International. Il mercato canadese del marchio è invece di proprietà della Philip Morris International, mentre negli Stati Uniti d'America le Benson & Hedges sono di proprietà della Philip Morris USA, azienda sussidiaria di Altria Group. Il mercato britannico ed europeo, infine, è ancora gestito dal Gallaher Group, e quindi dalla Japan Tobacco che ha acquisito il gruppo nel 2007.
In totale, il marchio è stato o è ancora venduto nel Regno Unito, Irlanda, Danimarca, Pakistan, Lussemburgo, Belgio, Paesi Bassi, Germania, Francia, Austria, Svizzera, Spagna, Ceuta e Melilla, Italia, Cipro, Polonia, Repubblica Ceca, Ungheria, Romania, Lituania, Slovenia, Serbia, Russia, Kazakistan, Egitto, Nigeria, Sudan, Kenya, Sud Africa, Seychelles, Thailandia, Bangladesh, India, Malesia, Singapore, Giappone, Canada, Stati Uniti, Messico, Giamaica, Dominica, Trinidad e Tobago, Argentina, Australia, Nuova Zelanda, Croazia. In Italia la distribuzione è gestita da JTI - Japan Tobacco International.

## Contenuti
| Pacchetto                   | Catrame | Nicotina | Monossido di carbonio (CO) |
| Benson & Hedges Blu         | 7 mg    | 0,6 mg   | 9 mg                       |
| Benson & Hedges Rosse       | 10 mg   | 0,8 mg   | 10 mg                      |
| Benson & Hedges Rosse 100's | 10 mg   | 0,8 mg   | 10 mg                      |
| Benson & Hedges Gold        | 10 mg   | 0,9 mg   | 10 mg                      |
| Benson & Hedges Blu 100's   | 8 mg    | 0,7 mg   | 9 mg                       |
| Benson & Hedges Gialle      | 3 mg    | 0,3 mg   | 4 mg                       |
| Benson & Hedges Bianche     | 1 mg    | 0,1 mg   | 2 mg                       |
| Benson & Hedges Silver      | 8 mg    | 0,6 mg   | 9 mg                       |